# اشمور، دورست
اشمور، دورست (به انگلیسی: Ashmore) یک روستا و محله مدنی در بریتانیا است که در نورث دورست واقع شده‌است. اشمور ۱۸۸ نفر جمعیت دارد.